# Moord op Shinzo Abe

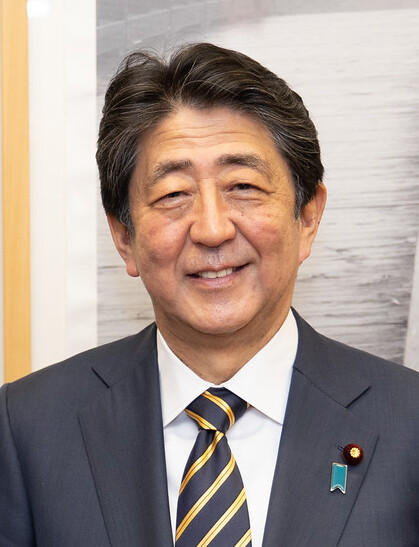
Shinzo Abe in maart 2022

De moord op Shinzo Abe vond plaats op 8 juli 2022 toen Shinzo Abe, de voormalige eerste minister van Japan, werd neergeschoten tijdens een verkiezingsbijeenkomst bij het station Yamato-Saidaiji in Nara. Abe werd overgebracht naar een ziekenhuis in Kashihara, waar hij enkele uren later overleed.

## De moord
Toen Abe een toespraak hield in het kader van de verkiezingen twee dagen later, werd hij rond 11:30 plaatselijke tijd van achteren neergeschoten met een vuurwapen. Op videobeelden waren twee schoten te horen. Ter plekke werd de 41-jarige verdachte Tetsuya Yamagami op de grond gewerkt en gearresteerd. Bij de schutter thuis vond de politie meerdere wapens, die net als degene die hij bij de aanslag had gebruikt, door hemzelf gemaakt bleken te zijn.
De beveiliging van Abe door zijn lijfwachten was onvoldoende waardoor de schutter de kans kreeg na zijn eerste gemiste schot een tweede schot af te vuren.

## Nasleep
Ondanks de moord op Abe, gingen de verkiezingen in Japan door zoals gepland. Fumio Kishida wilde aantonen dat "we niet buigen voor geweld". De partij van Abe, de Liberaal-Democratische Partij, won deze verkiezingen en vergrootte haar zetelaantal in de senaat.

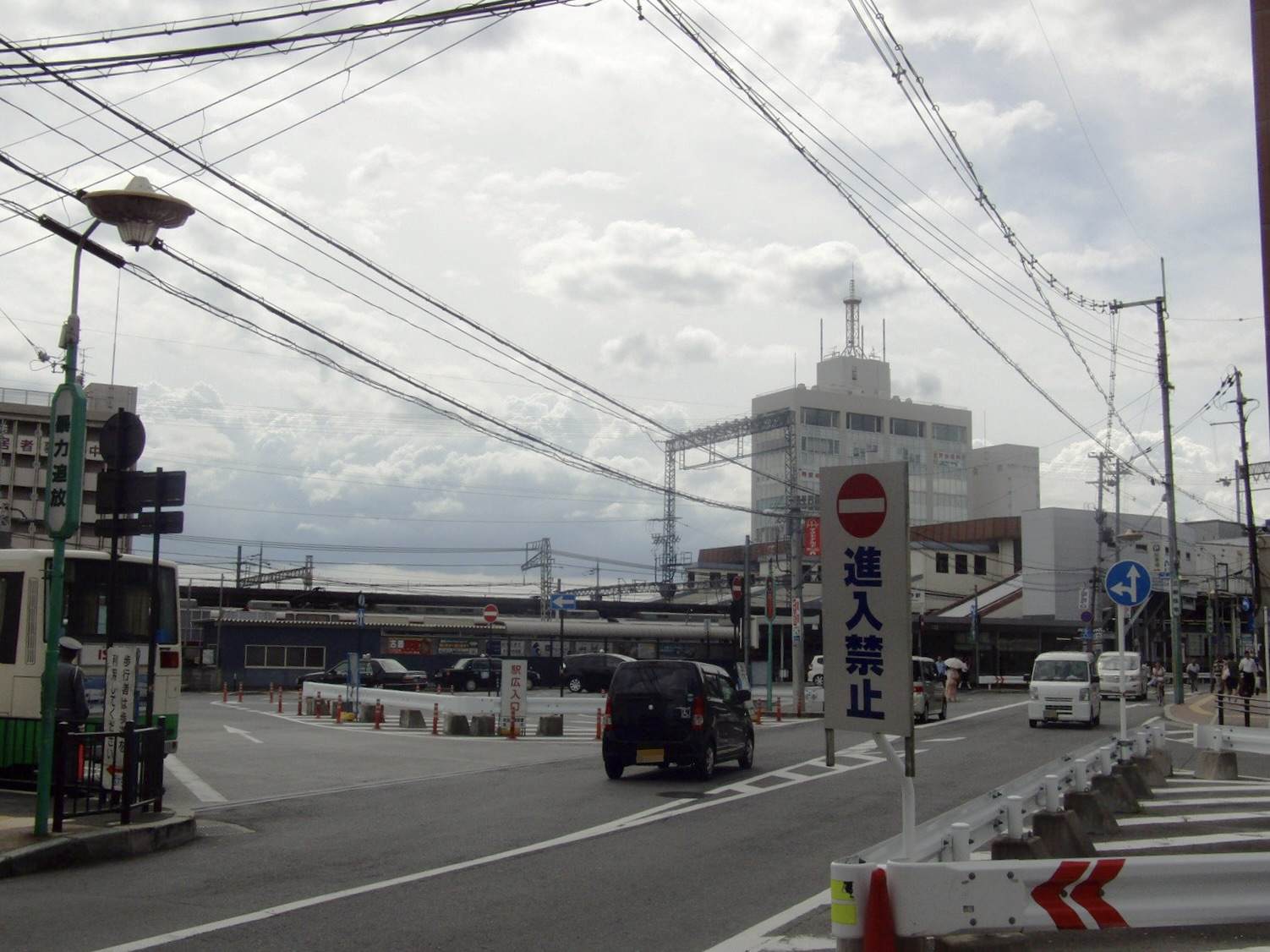
Het plein vlak bij het Station Yamato-Saidaiji waar Abe werd neergeschoten.

De schutter zou Abe vermoord hebben omdat deze banden zou hebben gehad met de Verenigingskerk, een organisatie die de moeder van de moordenaar een fors bedrag afgetroggeld zou hebben. De Liberaal-Democratische Partij van Abe heeft van oudsher goede contacten met de Verenigingskerk. De beschuldigingen leidden tot een reeks schandalen binnen de LDP.

## Reacties
Regeringsleiders over de hele wereld veroordeelden de aanslag.
De Japanse premier Fumio Kishida sprak van een "onvergeeflijke, lafhartige en barbaarse daad" en veroordeelde de aanslag "in de scherpste woorden".
De Indiase premier Modi kondigde een dag van nationale rouw af.